# Локоть Антін
Локоть Антін (нар. 29.11.1885, Тростянець Великий, Зборівський повіт, Галичина — пом. 16.02.1980, Гартфорд) — громадський діяч, один з піонерів українського поселення в США.

## Життєпис
Закінчив народну школу та дяківський курс при церкві св. Юрія у Львові. 5 років від 1897 р. був дяком в рідному селі.
1904 р. емігрував у США, де оселився в Гартфорді. Тут працював на фермі, а потім відкрив власну кузню.
Один з організаторів українського громадського та церковного життя в Гартфорді. Ініціатор заснування у 1906 р. греко-католицької парафії в Гартфорді. У 1906-10 рр. активний член УНС.